# Agalactie
 (mars 2023).
Si vous disposez d'ouvrages ou d'articles de référence ou si vous connaissez des sites web de qualité traitant du thème abordé ici, merci de compléter l'article en donnant les références utiles à sa vérifiabilité et en les liant à la section « Notes et références ».
L'agalactie (du grec ancien α / a, privatif et γαλακτός / galactos, lait) est une maladie qui se caractérise par l'absence de lait dans les mamelles après l’accouchement.